# Pierre Tranchand
Pierre Tranchand, noto anche con lo pseudonimo di Pica (Saint-Étienne, 21 gennaio 1953), è un fumettista francese. Ha pubblicato quasi 3000 tavole a fumetti su varie e note riviste come Djin, Trio, Pistil, Formule 1, Pif, Tintin, Circus, Gomme, Triolo, Hello Dédé, Le Journal de Mickey, Spirou, Chut! je lis.

## Biografia
Esordì ancora studente come fumettista nel 1974 sulla rivista Spirou e, dopo essersi laureato in architettura nel 1977, si dedica professionalmente al fumetto dal 1978 collaborando con diverse riviste di fumetti francesi. Sulla rivista Pistil pubblica la serie Dorothée scritta da Roha, L'Agence Duplumeau contre Salvador Picassax, scritta da Maric, e, sulla rivista Trio, Ceux de la forêt. Inizia anche una costante collaborazione con l'agenzia di stampa Fleurus, illustrando serie a strisce come Diogène oltre a numerose storie brevi per Triolo e Djin.
Nel 1979 iniziò una lunga collaborazione con François Corteggiani con il quale creò varie serie a fumetti come Chafouin et Baluchon per la rivista Djin e successivamente per Gomme; lo stesso anno la serie per bambini Marine fille de pirate pubblicata su Pif Gadget fino al 1982 e poi, dopo una breve pausa, continuata su Le Journal de Mickey dal 1984 al 1989 e poi su Hello Bédé fino al 1992; nel 1980 i due iniziano la serie Bastos et Zakousky che venne pubblicata su Djin, Circus, Gomme e Triolo e poi raccolta in volumi dalla Glénat dal 1981 al 1986; su Pif invece pubblicarono il western Smith et Weston, pubblicato poi in volume da Hachette nel 1987 e nel 1988 e poi da Soleil nel 1995; sul Journal de Mickey, i due pubblicarono la serie L'École Abracadabra dal 1987 agli anni novanta e, nel 1998, la serie Monster Motel.
Ha collaborato negli anni novanta anche con lo scrittore Gilbert Bouchard realizzando per Spirou la serie di gag Poules à Lier  dal 1995 al 1999; Crocro et Fastefoude per Casterman dal 1999 al 2002 e Les Babyfoots per Bamboo nel 2002.
Con Erroc realizza dal 1998 la serie Les Profs per Le Journal de Mickey.